# Großthiemig
Großthiemig er en kommune i landkreis Elbe-Elster i den tyske delstat Brandenburg.
- Wikimedia Commons har flere filer relateret til Großthiemig